# Blind Pig Records
Blind Pig Records is een Amerikaans platenlabel, waarop blues, soul en zydeco uitkomt. Het label werd in 1977 in Ann Arbor opgericht door Jerry Del Giudice van Blind Pig Cafe, en diens vriend Edward Chmelewski. Het label is nu gevestigd in San Francisco. Naast nieuwe albums geeft het ook eerder op het label verschenen platen opnieuw uit op 180 grams-vinyl-platen.
Musici die op het label werden uitgebracht zijn:
- Arthur Adams
- Luther Allison
- Carey Bell
- Elvin Bishop
- Nappy Brown
- Savoy Brown
- Norton Buffalo
- Eddie C. Campbell
- Chubby Carrier
- Tommy Castro
- Joanna Connor
- James Cotton
- Popa Chubby
- Albert Cummings
- Damon Fowler
- The Gospel Hummingbirds
- Buddy Guy
- Smokin' Joe Kubek
- Frankie Lee
- Magic Slim
- Bob Margolin
- John Mooney
- Big Bill Morganfield
- Muddy Waters
- Charlie Musselwhite
- Kenny Neal
- Johnny Nicholas
- Pinetop Perkins
- Snooky Pryor
- Roy Rogers
- The Rounders
- Jeremy Spencer
- Studebaker John
- Junior Wells
- Webb Wilder
- Billy C. Wirtz
- Mitch Woods